# 双河遗址
双河遗址，又名双河古城或下芒城（遗址），为成都平原史前城址之一，位于中华人民共和国四川省成都市崇州市上元乡忙城村，年代距今约4000年，属于成都平原地区新石器时代古城遗址之一，为宝墩文化遗址的重要组成部分。2001年，国务院公布成都平原史前城址为第五批全国重点文物保护单位。
遗址所在位置为崇州市上元乡西河岸边的双河场，海拔高度675米左右。古城形制为内外双城垣，正南北走向，内外城之间的壕沟宽12-15米。内城为不规则长方形，西侧城垣已被河流冲毁而不存。东侧城垣保存较好，长度420米，宽270米，内城面积约11万平方米，外城面积约15万平方米。其中东北、东南拐角较为明显，高3-5米；其余内城城垣高2-3米，外城残存城垣高0.5-2米。
1997年3月，成都市文物考古工作队对该遗址进行了试掘工作，发现建筑基址上的人工柱洞14个；建筑基址面积超过60平方米。遗址中地层堆积较薄，陶器形式较为单纯。

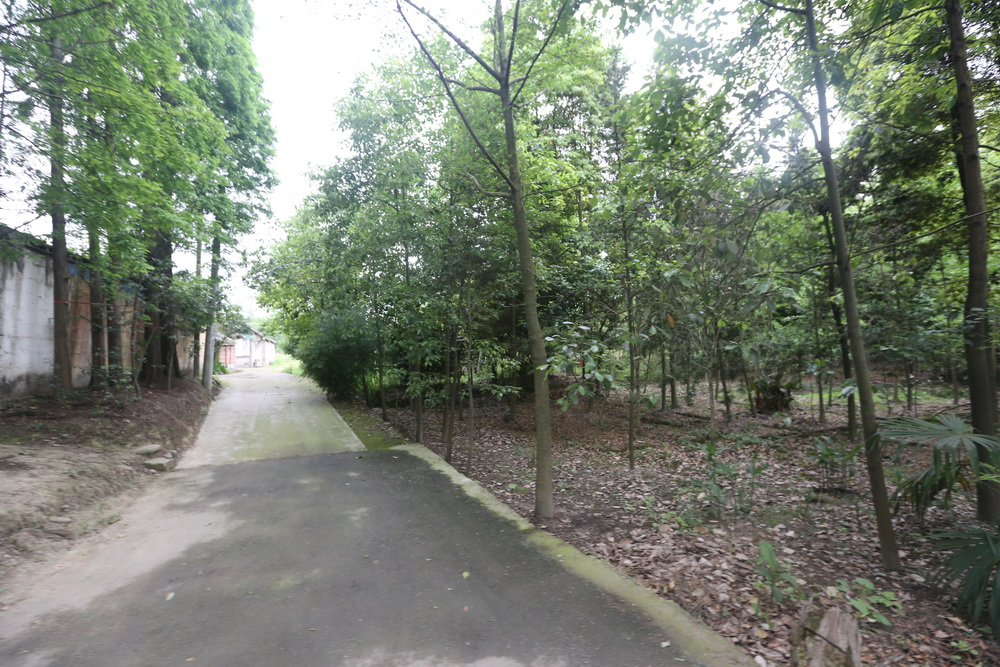
双河遗址
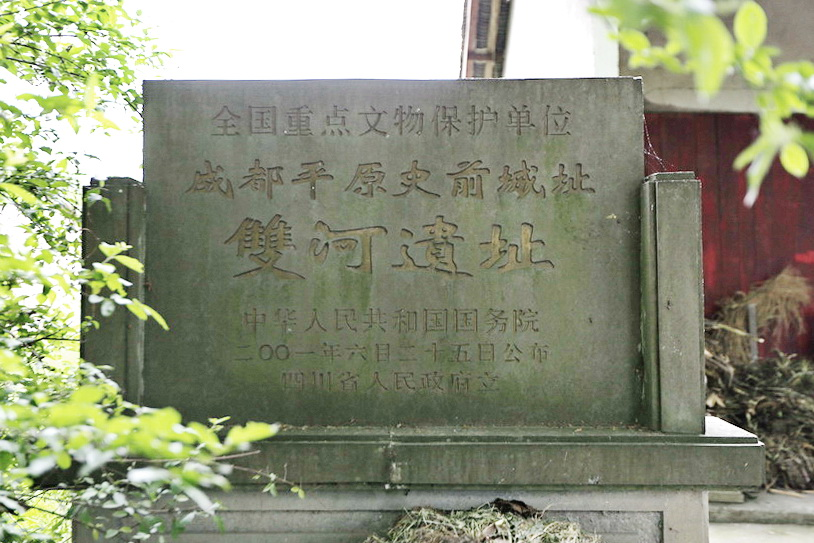
第五批全国重点文物保护单位标志碑
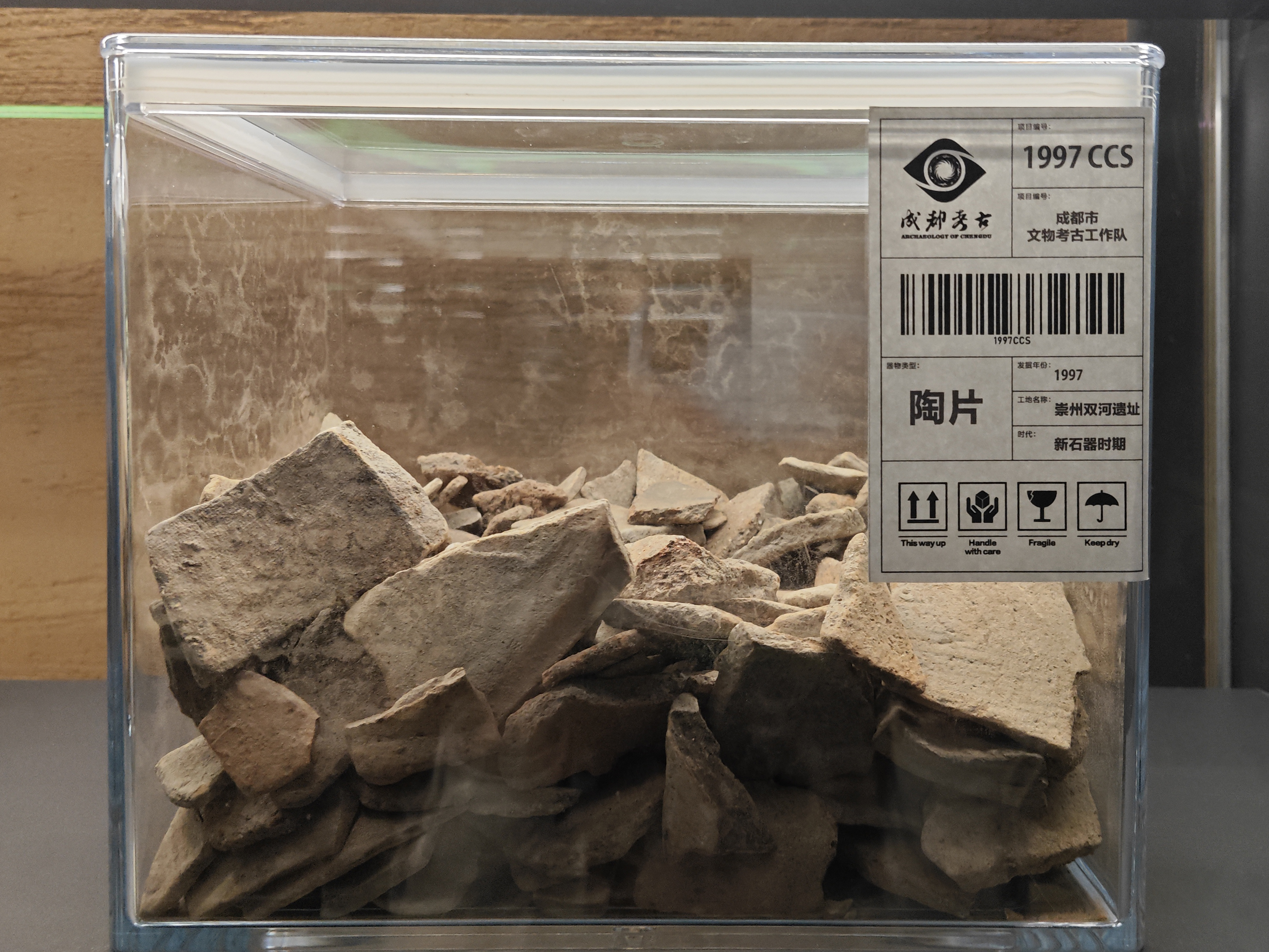
陶片，新石器时期，成都考古中心藏